# Chráněná krajinná oblast Litovelské Pomoraví
Het Chráněná krajinná oblast Litovelské Pomoraví (beschermd natuurgebied Litovelské Pomoraví, afgekort CHKO Litovelské Pomoraví of CHKO LP) is een beschermd natuurgebied in Tsjechië uitgeroepen in 1990. De Litovelské Pomoraví is vernoemd naar de stad Litovel, een stad die midden in het natuurgebied ligt en de Morava, de rivier die door het natuurgebied stroomt. Het natuurgebied ligt tussen Olomouc (in het zuidoosten) en Mohelnice (in het noordwesten) en heeft een oppervlakte van 96 km2.